# 柴达木河

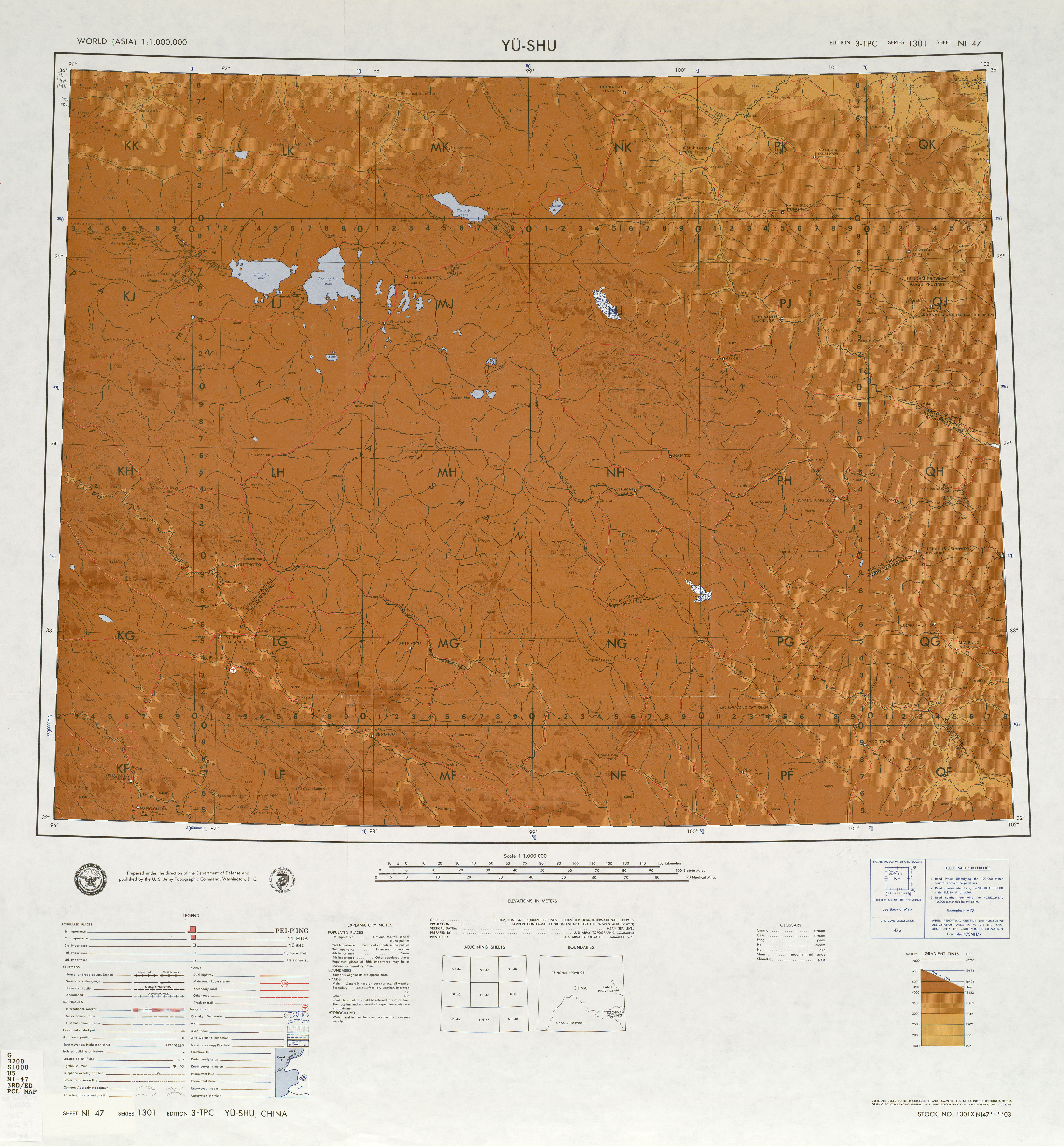
青海省东南部地形图，柴达木河上游位于编号MK和MJ区域内，冬给错纳湖标注为托索湖T'o so Hu

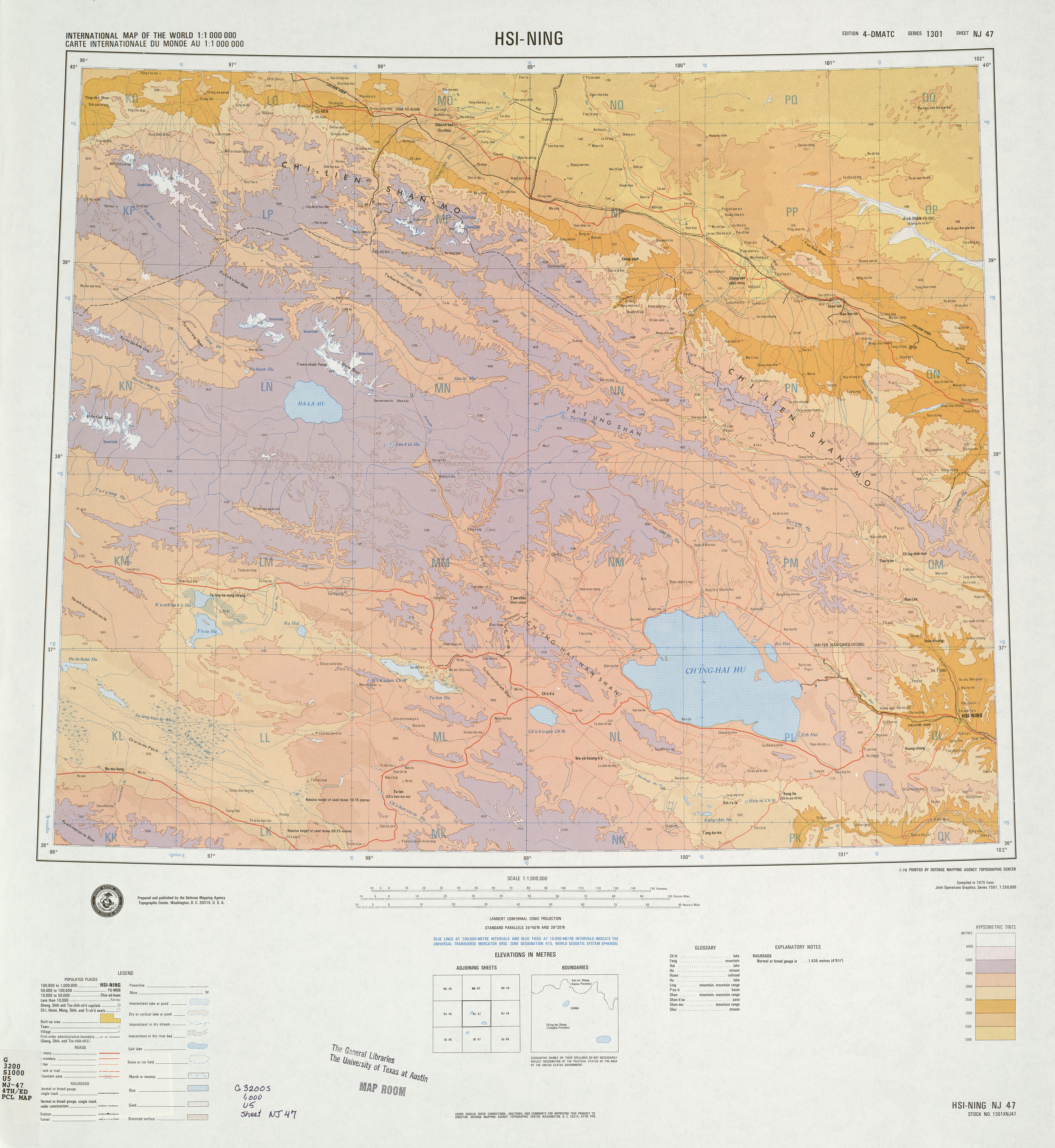
青海省北部地形图，素棱郭勒河位于编号KL、LL区域内，标注为Ch'ai ta mu Ho

柴达木河，位于中华人民共和国青海省果洛藏族自治州玛多县东北部和海西蒙古族藏族自治州都兰县境内的一条河流，源流称冬曲，发源于玛多县东北部的阿尼玛卿山西段的长石头山，向西北流83千米注入冬给错纳湖，出湖后称托索河，继续西北流进入都兰县境内，左纳乌兰乌苏河后转东北流，称香日德河，在峡谷中穿行54.1千米，右纳卡可特尔河后转西北流，进入山前冲洪积平原，经香加乡、香日德镇，过小夏滩村后河水潜流渗入平沙地，潜行10多千米溢出继续流向西北，在宗加镇铁奎村附近右纳最大支流察汗乌苏河后始称“柴达木河”，也称巴彦河。之后继续向蜿蜒向西北，流经大片沼泽湿地，最后注入南霍鲁逊湖。干流全长503千米，流域面积20800多平方千米，河道平均比降4.31‰，年均径流量4.6亿立方米，年均输沙量143.1万吨。